# Céilí
Céilí (irisch, Pl. céilithe, schottisch-gälisch cèilidh,  „Besuch“) bezeichnet ursprünglich ein geselliges Zusammensein beliebiger Art, eine Party. Heute versteht man darunter in Irland und Schottland meist eine besondere Tanzveranstaltung, bei der Céilí-Tänze getanzt werden.

## Geschichte
In Schottland und im Norden Irlands bedeutet der Begriff ursprünglich „Besuch“; z. B. in Redewendungen wie „going to a kaley“ oder „making one’s kaley“. Bei solchen Cèilidhs wurden unter anderem Geschichten erzählt, Gedichte vorgetragen, Lieder gesungen und Rätsel gestellt.
Das erste irische Céilí im heutigen Sinn wurde am 30. Oktober 1897 in der Bloomsbury Hall in London abgehalten. Die Londoner Gaelic League besuchte auf der Suche nach neuen Aktivitäten schottische Cèilidh-Abende in London. Es wurde entschieden, den Namen céilithe für die Londoner Abendveranstaltungen zu verwenden, die auf der Struktur der schottischen Veranstaltungen basierten. Die Tänze dieser ersten Veranstaltung waren „Sets, Quadrilles and Waltzes to Irish music“. Die heute „céilí dance“ genannten Figurentänze entstanden erst später.

## Céilí-Bands
Anfang des 20. Jahrhunderts entstanden in Irland zahlreiche Tanzkapellen, die auf Céilithe spielten. Zum Teil waren es dauerhafte, professionelle Gruppen, zum Teil fanden sich die Musiker spontan zusammen. Die typischen Instrumente waren Fiddle, Flöte, Akkordeon, Klavier, Schlagzeug (große und kleine Trommel mit Holzblock), Banjo und manchmal ein Kontrabass. Der Name „céilí band“ wurde wahrscheinlich 1918 zum ersten Mal benutzt. Der Höhepunkt ihrer Verbreitung war in den 1950er Jahren. Die meisten Bands verschwanden, zusammen mit den regelmäßigen Céilithe, bis etwa 1980. Einzelne Bands, wie die 1910 gegründete Kilfenora Céilí Band, existieren noch heute.